# Saint-Laurent-d'Andenay
Saint-Laurent-d'Andenay is een gemeente in het Franse departement Saône-et-Loire (regio Bourgogne-Franche-Comté). De plaats maakt deel uit van het arrondissement Chalon-sur-Saône. Saint-Laurent-d'Andenay telde op 1 januari 2022 966 inwoners.

## Geografie
De oppervlakte van Saint-Laurent-d'Andenay bedroeg op 1 januari 2022 11,49 vierkante kilometer; de bevolkingsdichtheid was toen 84,1 inwoners per km².

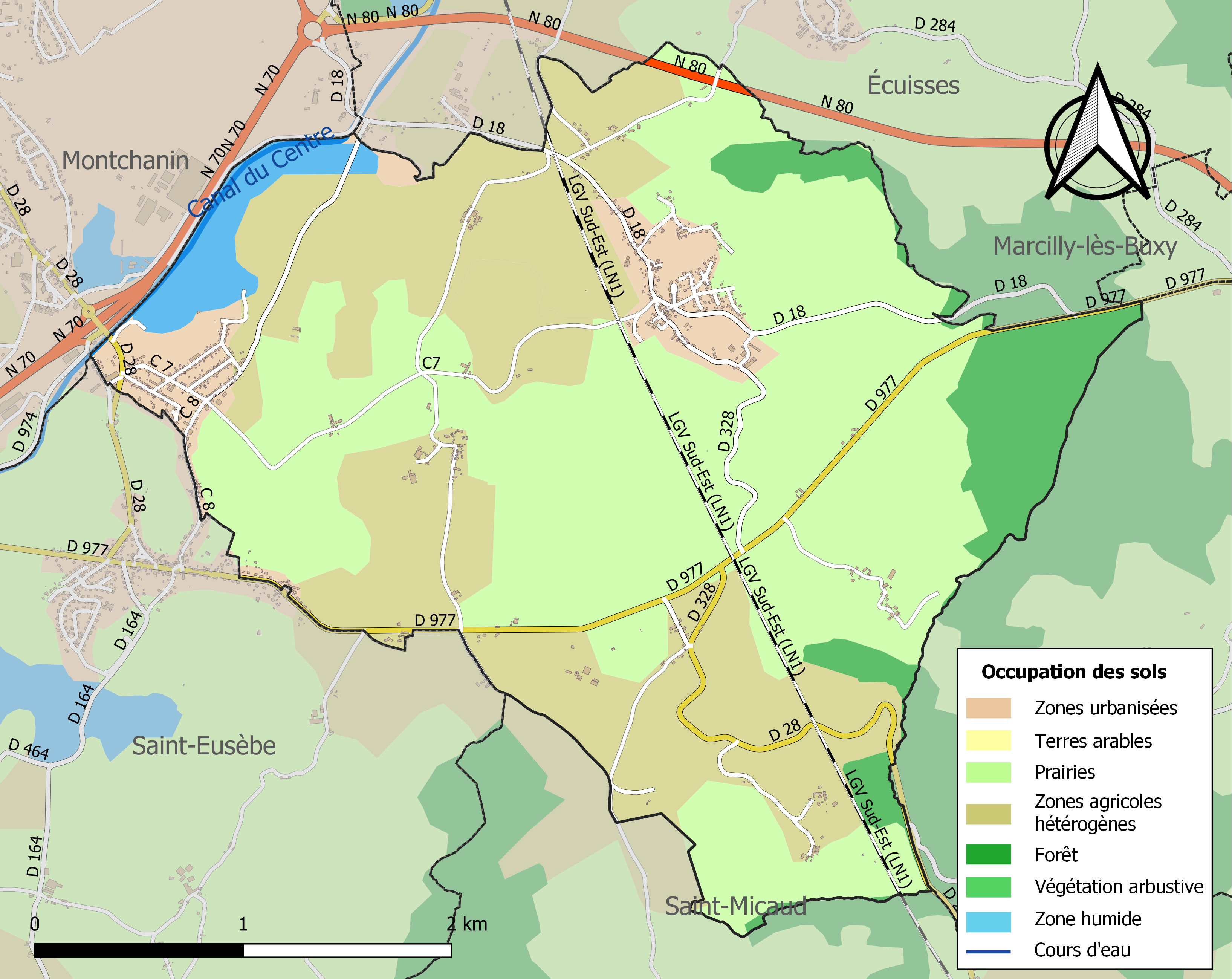
Kaart van de gemeente met de belangrijkste infrastructuur, bodemgebruik en omliggende gemeenten

## Demografie
Onderstaande figuur toont het verloop van het inwonertal (bron: INSEE-tellingen).